# Batalla de Lomnice
La batalla de Lomnice (en checo Lomnice nad Lužnicí) se produjo el 9 de noviembre de 1618, durante el período  bohemio de la Guerra de los Treinta Años. Se luchó entre el ejército católico de Carlos Buenaventura de Longueval, conde de Bucquoy, y el ejército  protestante de Heinrich Matthias von Thurn.
El 23 de mayo de 1618, los nobles protestantes bohemios desafiaron al emperador Matías y arrojaron a los gobernadores católicos de Bohemia desde una ventana de sus oficinas en el Castillo de Praga en un acto que llegó a conocerse como las Defenestraciones de Praga. El nuevo gobierno formado por la nobleza protestante y Heinrich Matthias von Thurn asumió el mando de las fuerzas protestantes de Bohemia.
Un ejército católico bajo el mando de Charles Bonaventure de Longueval, conde de Bucquoy, marchaba sobre Praga, pero las tropas protestantes lo detuvieron cerca de Časlav durante varias semanas; los problemas posteriores con el suministro de alimentos y las enfermedades obligaron a Buqouy a retirarse. Más tarde, cuando Buquoy estaba camino de recibir refuerzos, el Conde Thurn siguió al ejército de Buquoy y forzó una batalla cerca del pueblo de Lomnice nad Lužnicí en el sur de Bohemia. Parte del ejército católico ocupó una posición entre dos estanques y sufrió la mayoría de sus bajas por fuego de artillería. Buquoy salió derrotado y perdió al menos 1500 soldados. Como resultado, la parte principal del ejército católico tuvo que abandonar Bohemia, pero los protestantes no acrecentaron su victoria persiguiendo al enemigo, por lo que perdieron la oportunidad de aplastar al ejército católico.